# Beaver Creek (Kobuk River)
Der Beaver Creek ist ein 124 Kilometer langer rechter Nebenfluss des Kobuk River im zentralen Nordwesten des US-Bundesstaats Alaska.

## Verlauf
Der Beaver Creek entspringt im Südosten der Schwatka Mountains auf einer Höhe von etwa 960 m. Er fließt in überwiegend südsüdöstlicher Richtung durch das Bergland und mündet schließlich in den Oberlauf des Kobuk River. Der Beaver Creek weist zahlreiche enge Flussschlingen auf. 22 km oberhalb der Mündung trifft der Abfluss des Lake Minakokosa rechtsseitig auf den Beaver Creek. Die unteren 54 Kilometer des Beaver Creek befinden sich innerhalb der Gates of the Arctic National Preserve.

## Einzugsgebiet
Der Beaver Creek entwässert ein Areal von etwa 750 km². Das Einzugsgebiet des Beaver Creek grenzt im Südwesten an das des abstrom gelegenen Kobuk River und des Selby River, im Westen an das des Mauneluk River sowie im Osten an das des Reed River.